# Zeuneriana
Zeuneriana is een geslacht van rechtvleugeligen uit de familie sabelsprinkhanen (Tettigoniidae). De wetenschappelijke naam van dit geslacht is voor het eerst geldig gepubliceerd in 1951 door Ramme.

## Soorten
Het geslacht Zeuneriana omvat de volgende soorten:
- Zeuneriana abbreviata Serville, 1838
- Zeuneriana amplipennis Brunner von Wattenwyl, 1882
- Zeuneriana burriana Uvarov, 1935
- Zeuneriana marmorata Fieber, 1853